# Ric Roman Waugh
Ric Roman Waugh (* 20. Februar 1968 in Los Angeles, Kalifornien) ist ein US-amerikanischer Filmregisseur, Drehbuchautor, Schauspieler und Stuntman.
Er ist bekannt für seine Arbeiten an Felon (2008), Snitch – Ein riskanter Deal (2013) und Shot Caller (2017). Er führte Regie bei Angel Has Fallen (2019), dem dritten Teil der Has Fallen-Filmreihe.

## Leben
In den 1980er und 1990er Jahren arbeitete er als Stuntman und hat in mehreren Filmen wie Universal Soldier, Der Letzte der Mohikaner, Last Action Hero, Hard Target, The Crow – Die Krähe, Nur noch 60 Sekunden und The One mitgewirkt.
Roman Waughs Debüt als Regisseur war die Videoproduktion Exit (1996). Der Film Shadows of Death: Im Fadenkreuz der Mafia (In the Shadows, 2001), in dem James Caan, Matthew Modine und Cuba Gooding Jr. die Stars sind, war sein erster Kinofilm. Später führte er Regie bei Felon (2008), mit Stephen Dorff und Val Kilmer in den Hauptrollen. 
Waugh arbeitete in Snitch – Ein riskanter Deal mit dem Schauspieler Dwayne Johnson (2013) zusammen. Waugh war auch in Gesprächen, den Katastrophenfilm Deepwater Horizon im Jahr 2012 zu inszenieren, bevor er aus dem Entwicklungsprozess des Films ausschied. 
Waugh führte Regie bei dem dritten Teil der Has Fallen-Filmserie mit dem Titel Angel Has Fallen, der 2019 in die Kinos kam. 2020 folgte der Katastrophenfilm Greenland, 2023 Kandahar. Bei allen drei übernahm Gerard Butler die Hauptrolle.
Neben seiner Tätigkeit als Regisseur arbeitete er auch einmal als Schauspieler, nachdem er in Kuffs (1992) neben Christian Slater und Milla Jovovich eine der Hauptrollen gespielt hatte.

## Filmografie (Auswahl)
- 1992: Kuffs (Schauspieler als Ric Waugh)
- 1996: Exit (als Alan Smithee)
- 2001: Shadows of Death: Im Fadenkreuz der Mafia (In the Shadows, auch Drehbuch)
- 2008: Felon (auch Drehbuch)
- 2013: Snitch – Ein riskanter Deal (auch Drehbuch)
- 2015: That Which I Love Destroys Me (Dokumentarfilm)
- 2017: Shot Caller (auch Drehbuch, Produzent)
- 2019: Angel Has Fallen
- 2020: Greenland
- 2021: National Champions
- 2023: Kandahar